# Abu al-Qasim al-Khoei
Storayatollah Abu al-Qasim al-Khoei (født 19. november 1899, død 8. august 1992), generelt omtalt som al-Khoei, var en af de mest indflydelsesrige Tolver Shia lærde i det 20. århundrede.